# Siracusa Calcio 1924
Maillots
Actualités
Le Siracusa Calcio 1924 Società Sportiva Dilettantistica est le club de football de la ville de Syracuse, en Sicile.

## Historique
Le club évolue pendant sept saisons en Serie B (deuxième division), entre 1946 et 1953. Il réalise ses meilleures performances lors des saisons 1947-1948 et 1950-1951, où il se classe cinquième.
Le club évolue en Lega Pro Prima Divisione (troisième division) en 2010-2011 et 2011-2012. En 2012, l'équipe est reléguée en Terza Categoria (9e division). Le club est dissous à la fin de la saison.
En 2013, le club de l'AC Palazollo déménage dans la ville de Sycaruse et devient le Sport Club Sycaruse. L'équipe s'engage en Eccellenza (sixième division).

## Présidents
- 1924-1933 : Luigi Santuccio
- 1933-1935 : Sebastiano Iapichino
- 1935-1937 : sans activité
- 1937-1940 : Pierluigi Romano
- 1940-1943 : Filippo Reale
- 1943-1944 : sans activité
- 1944-1945 : Filippo Reale
- 1946-1947 : Sebastiano Aglianò
- 1947-1948 : Saverio Reale
- 1948-1949 : Antonino Passarello
- 1949-1950 : Alfredo Musso
- 1950-1952 : Santi Bordone
- 1952-1953 : Gaetano Cafiso puis Marcello Alagona
- 1953-1957 : Marcello Alagona
- 1957-1959 : Vincenzo Fazzino
- 1959-1968 : Matteo Sgarlata
- 1968-1970 : Angelo Genovese
- 1970-1975 : Graziano Verzotto
- 1975-1976 : Maria Nicotra
- 1976-1977 : Luigi Foti
- 1977-1978 : Nino Fichera
- 1978-1979 : Claudio Cassone
- 1979-1981 : Giancarlo Parretti
- 1981-1982 : Claudio Cassone
- 1982-1984 : Luigi Foti
- 1984-1985 : Aldo Giudice
- 1985-1986 : Mario Di Silvestro
- 1986-1989 : Giuseppe Imbesi
- 1989-1990 : Luciano Puzzo
- 1990-1992 : Franco Galanti
- 1992-1993 : Dario Bramante puis Salvatore Montagno Grillo
- 1993-1994 : Salvatore Montagno Grillo
- 1994-1995 : Lina Schifitto
- 1995-2004 : Gabriele Lanza puis Tino Longo
- 2004-2012 : Luigi Salvoldi
- 2012-2013 : Gaetano Favara
- 2013-2018 : Gaetano Cutrufo
- 2018-2019 : Giovanni Alì
- 2019-2021 : Gaetano Cutrufo
- 2021-2023 : Salvatore Montagno Grillo
- 2023 : Alessandro Ricci